# Euro Cargo Rail
Euro Cargo Rail es un operador ferroviario de transporte de mercancías en Francia formado en 2005 como filial de English, Welsh and Scottish Railway (EWS).

## Historia
Euro Cargo Rail fue fundada en febrero de 2005, en abril de 2005 EWS International recibió el certificado de seguridad que le permitía realizar operaciones con trenes de mercancías en Francia; empezando a operar desde entonces con trenes bajo la marca ECR.
La compañía se convirtió en filial de Deutsche Bahn en 2007 cuando su matriz EWS fue adquirida por la empresa alemana. En 2008 fue la segunda compañía por transporte ferroviario de mercancías en Francia tras SNCF con un 5,3% del mercado.
En 2010 el porcentaje de mercado de la compañía se estimaba en un 8%.
En octubre de 2010 Euro Cargo Rail formó una empresa conjunta con el puerto de La Rochelle, llamada OFP La Rochelle.

## Flota
Las operaciones iniciales de ECR fueron llevadas a cabo con cuatro locomotoras diésel Vossloh G1206 alquiladas, el mantenimiento de las locomotoras fue llevado a cabo en la nave Dollands Moor de EWS en el Reino Unido, por lo que la locomotora recibió el número de clasificación TOPS, 'Clase 21'.
De 2007 a 2009 la compañía también adquirió varias locomotoras Vossloh G1000 BB, y alquiló brevemente tres locomotoras TRAXX F140 AC de MRCE en 2007; que fueron devueltas tras su alquiler en 2008.
La compañía comenzó a alquilar unas diez locomotoras Vossloh G2000, y cinco locomotoras Vossloh Euro 4000 (1668mm de ancho) en 2008-9 de Angel Trains Cargo.
En 2008 dos locomotoras TRAXX F140 MS que operaban con la librea de ECR fueron usadas para la homologación de tipo en Francia y Bélgica; la certificación fue obtenida en julio de 2009. Las dos locomotoras formaban parte de un pedido de veinte unidades entregadas en 2009/10. 45 unidades más fueron ordenadas en 2009 para ser repartidas entre DB Schenker (25 unidades) y ECR (20 unidades), y entregadas de 2010 en adelante.
Las locomotoras EMD Series 66 fueron transferidas de EWS a ECR; en noviembre de 2007 cincuenta locomotoras habían sido transferidas, también a finales de 2007 la compañía comenzó a recibir entregas de una orden de sesenta unidades de locomotoras EMD Series 66, numeradas como 'Class 77' desde la 77001 a la 77060.
Desde 2010 la compañía comenzó a alquilar locomotoras eléctricas Alstom Prima (subtipos BB 27000, y BB 37000 de voltaje doble y triple) de Akiem. La compañía también comenzó a contratar locomotoras de maniobras SNCF Y8000 de Akiem en el mismo año.
|                     |
| ECR Class 77 (2009) |

|                                                                  |
| Vossloh G1000 with ECR gypsum train at Beaurières station (2008) |

|                              |
| ECR Bombardier TRAXX F140 MS |